# تحويل فورييه

تحويل فورييه (بالإنجليزية: Fourier Transform)‏ هو عملية رياضية تستخدم لتحويل دالّة رياضية بمتغير حقيقي وذات قيم مركّبة إلى دالّة أخرى من نفس الطراز. وكثيرًا ما يطلق على هذه الدالة الجديدة لقب التمثيل في نطاق التّردّد للدالة الأصلية. والأمر شبيه بتدوين التآلف الموسيقي بواسطة النغمات التي يتكون منها ذلك التآلف. عمليًا، فإنّ التحويل يقوم بتحليل الدالّة الأصل إلى مركّباتها من الدوال التوافقية المركّبة. وإنّ تحويل فورييه ما هو إلاّ إحدى الأدوات الرياضية المتوفّرة في ضمن مجال تحليل فورييه. في تحويل فورييه الأصلي، والذي خصّصت له هذه الصفحة، فإنّ نطاق الدالة الأصليّة ونطاق الدالة الناتجة هما نطاقان مستمرّان وغير محدودين. قد يستخدم المصطلح تحوييل فورييه إمّا للإشارة إلى العملية الرياضيّة نفسها، أو للإشارة إلى الدالة الناتجة عن التحويل (فمثلاً، تكون الدالة {\displaystyle F} هي تحويل فورييه للدالة {\displaystyle f}).

## مقدمة وتعريف
ليس هناك تعريف رياضي واحد ووحيد لتحويل فورييه. في هذه الصفحة سنعرف التحويل على أنّه عملية (كالضرب أو الجمع)، ولكنها عملية لدالّة وليس لعدد فتسمى وبالتحديد مؤثر. على هذه الدالة، {\displaystyle g:\mathbb {R} \to \mathbb {C} } أن تكون قابلة للتكامل، وعندها يعرّف تحويل فورييه للدالة {\displaystyle g(x)}، على أنّه:
{\displaystyle G(f)=\int _{-\infty }^{+\infty }g(x)e^{-i2\pi xf}dx}، لكل {\displaystyle f} حقيقي، وبحيث أنّ {\displaystyle i^{2}=-1}.
يستخدم تحويل فورييه كثيرًا في تحليل الإشارات ومعرفة الترددات التي تضمّنها، وفي هذه الحالة يمثّل المتغيّر {\displaystyle x} الزمن، في حين يمثّل المتغيّر {\displaystyle f} ترددًا زمنيًا يقاس بوحدات الهرتس.
إذا تحقٌقت بعض الشروط الرياضيّة، فبالإمكان إعادة بناء الدالة الأصلية، {\displaystyle g}، من تحليل فورييه، {\displaystyle G}، بواسطة تحويل فورييه معاكس:
{\displaystyle g(x)=\int _{-\infty }^{+\infty }G(f)e^{i2\pi xf}df}، لكل {\displaystyle x} حقيقي.
في هذه الحالة تدعى الدالتين {\displaystyle g} و{\displaystyle G} زوج فورييه.

## خواص
دالة قابلة للتكامل هي دالّة {\displaystyle g:\mathbb {R} \to \mathbb {C} } تحقّق:
{\displaystyle \int _{-\infty }^{+\infty }\left|g(x)\right|dx<\infty }
لدالة كهذه هنالك تحويل فورييه.

### خواص أساسيّة
لنفرض أنّ الدوال {\displaystyle g\left(x\right)} و{\displaystyle h\left(x\right)} و{\displaystyle s\left(x\right)} هي دوال قابلة للتكامل، ولندوّن تحويلات فورييه لكل منها بـ{\displaystyle G\left(f\right)} و{\displaystyle H\left(f\right)} و{\displaystyle S\left(f\right)} على التوالي. لتحويل فورييه الخواص الأساسيّة التالية:

#### الخطّيّة
من أجل أي عددين مرّكبين {\displaystyle a} و{\displaystyle b}، إذا كان:
{\displaystyle s(x)=a\cdot g(x)+b\cdot h(x)}
فعندها يكون:
{\displaystyle S(f)=a\cdot G(f)+b\cdot H(f)}

#### إزاحة
لأي عدد حقيقي {\displaystyle x_{0}}، إذا تحقّق: {\displaystyle h(x)=g\left(x-x_{0}\right)}، يتحقّق أيضًا:
{\displaystyle H(f)=G(f)\cdot e^{-i2\pi x_{0}f}}

#### تضمين
لأي عدد حقيقي {\displaystyle f_{0}}، إذا تحقّق: {\displaystyle h(x)=g(x)\cdot e^{i2\pi xf_{0}}}، يتحقّق أيضًا:
{\displaystyle H(f)=G\left(f-f_{0}\right)}

#### قياس
لأي عدد حقيقي {\displaystyle a} غير الصّفر، إذا تحقّق: {\displaystyle h(x)=g\left(ax\right)}، يتحقّق أيضًا:
{\displaystyle H(f)={\frac {1}{|a|}}G\left({\frac {f}{a}}\right)}
من المهم ذكر الحالة الخاصّة التي فيها {\displaystyle a=-1}، أي أنّ {\displaystyle h(x)=g\left(-x\right)} وعندها: {\displaystyle H(f)=G\left(-f\right)}.

#### ترافق
إذا تحقّق {\displaystyle h(x)={\overline {g(x)}}}، فإنّ: {\displaystyle H(f)={\overline {G(-f)}}}

#### التفاف
إذا تحقّق {\displaystyle s(x)=(g*h)\left(x\right)}، فإنّ: {\displaystyle S(f)=G(f)\cdot H(f)}

## قائمة ببعض الدوال وتحويلات فورييه لها
لنفرض أنّ الدوال {\displaystyle f\left(x\right)} و{\displaystyle g\left(x\right)} و{\displaystyle h\left(x\right)} هي دوال قابلة للتكامل، ولندوّن تحويلات فورييه لكل منها بـ{\displaystyle {\hat {f}}} و{\displaystyle {\hat {g}}} و{\displaystyle {\hat {h}}} على التوالي.
القوائم التالية تشمل أهم الدوال المستخدمة بكثرة في تحويلات فورييه، وتحتوي كل منها على التحويلات وفق ثلاثة التعريفات الأكثر شيوعًا لتحويل فورييه، وتظهر تلك في السطر الأوّل من القائمة الأولى.

### تحويلات أساسيّة
|     | الدالة                                                  | تحويل فورييه واحدي، تردد عادي                                                                                                   | تحويل فورييه واحدي، تردد زاوي                                                                                                   | تحويل فورييه غير واحدي، تردد زاوي                                                                                               | ملاحظات |
| --- | ------------------------------------------------------- | --- | --- | --- | --- |
|     | {\displaystyle f(x)\,}                                  | {\displaystyle {\hat {f}}(\xi )=} {\displaystyle \int _{-\infty }^{\infty }f(x)e^{-2\pi ix\xi }\,dx}                            | {\displaystyle {\hat {f}}(\omega )=} {\displaystyle {\frac {1}{\sqrt {2\pi }}}\int _{-\infty }^{\infty }f(x)e^{-i\omega x}\,dx} | {\displaystyle {\hat {f}}(\nu )=} {\displaystyle \int _{-\infty }^{\infty }f(x)e^{-i\nu x}\,dx}                                 | التعريفات |
| 101 | {\displaystyle a\cdot f(x)+b\cdot g(x)\,}               | {\displaystyle a\cdot {\hat {f}}(\xi )+b\cdot {\hat {g}}(\xi )\,}                                                               | {\displaystyle a\cdot {\hat {f}}(\omega )+b\cdot {\hat {g}}(\omega )\,}                                                         | {\displaystyle a\cdot {\hat {f}}(\nu )+b\cdot {\hat {g}}(\nu )\,}                                                               | خطيّة |
| 102 | {\displaystyle f(x-a)\,}                                | {\displaystyle e^{-2\pi ia\xi }{\hat {f}}(\xi )\,}                                                                              | {\displaystyle e^{-ia\omega }{\hat {f}}(\omega )\,}                                                                             | {\displaystyle e^{-ia\nu }{\hat {f}}(\nu )\,}                                                                                   | الإزاحة في مجال الزمن |
| 103 | {\displaystyle e^{2\pi iax}f(x)\,}                      | {\displaystyle {\hat {f}}\left(\xi -a\right)\,}                                                                                 | {\displaystyle {\hat {f}}(\omega -2\pi a)\,}                                                                                    | {\displaystyle {\hat {f}}(\nu -2\pi a)\,}                                                                                       | الإزاحة في مجال التردد، أو التضمين، القانون الثنوي لقانون 102 |
| 104 | {\displaystyle f(ax)\,}                                 | {\displaystyle {\frac {1}{\|a\|}}{\hat {f}}\left({\frac {\xi }{a}}\right)\,}                                                    | {\displaystyle {\frac {1}{\|a\|}}{\hat {f}}\left({\frac {\omega }{a}}\right)\,}                                                 | {\displaystyle {\frac {1}{\|a\|}}{\hat {f}}\left({\frac {\nu }{a}}\right)\,}                                                    | إذا كانت لـ{\displaystyle \|a\|\,} قيمة كبيرة، فإنّ غالبية ثقل {\displaystyle f(ax)\,} ستتمحور حول الصفر و{\displaystyle {\frac {1}{\|a\|}}{\hat {f}}\left({\frac {\omega }{a}}\right)\,} تنتشر وتصبح أكثر مسطحة.                           |
| 105 | {\displaystyle {\hat {f}}(x)\,}                         | {\displaystyle f(-\xi )\,} | {\displaystyle f(-\omega )\,}                                                                                                   | {\displaystyle 2\pi f(-\nu )\,}                                                                                                 | في هذا القانون، يجب حساب {\displaystyle {\hat {f}}} بنفس الطريقة الظاهرة في عمود تحويل فورييه. ينتج القانون عن استبدال المتغير {\displaystyle x\,} بواحد من {\displaystyle \xi \,} أو {\displaystyle \omega \,} أو {\displaystyle \nu \,}. |
| 106 | {\displaystyle {\frac {d^{n}f(x)}{dx^{n}}}\,}           | {\displaystyle (2\pi i\xi )^{n}{\hat {f}}(\xi )\,}                                                                              | {\displaystyle (i\omega )^{n}{\hat {f}}(\omega )\,}                                                                             | {\displaystyle (i\nu )^{n}{\hat {f}}(\nu )\,}                                                                                   | |
| 107 | {\displaystyle x^{n}f(x)\,}                             | {\displaystyle \left({\frac {i}{2\pi }}\right)^{n}{\frac {d^{n}{\hat {f}}(\xi )}{d\xi ^{n}}}\,}                                 | {\displaystyle i^{n}{\frac {d^{n}{\hat {f}}(\omega )}{d\omega ^{n}}}}                                                           | {\displaystyle i^{n}{\frac {d^{n}{\hat {f}}(\nu )}{d\nu ^{n}}}}                                                                 | القانون الثنوي للقانون 106 |
| 108 | {\displaystyle (f*g)(x)\,}                              | {\displaystyle {\hat {f}}(\xi ){\hat {g}}(\xi )\,}                                                                              | {\displaystyle {\sqrt {2\pi }}{\hat {f}}(\omega ){\hat {g}}(\omega )\,}                                                         | {\displaystyle {\hat {f}}(\nu ){\hat {g}}(\nu )\,}                                                                              | التدوين {\displaystyle f*g} يشير إلى مؤثر الالتفاف بين {\displaystyle f} و{\displaystyle g} |
| 109 | {\displaystyle f(x)g(x)\,}                              | {\displaystyle ({\hat {f}}*{\hat {g}})(\xi )\,}                                                                                 | {\displaystyle ({\hat {f}}*{\hat {g}})(\omega ) \over {\sqrt {2\pi }}\,}                                                        | {\displaystyle {\frac {1}{2\pi }}({\hat {f}}*{\hat {g}})(\nu )\,}                                                               | القانون الثنوي للقانون 108 |
| 110 | للدالة الحقيقية الزوجية {\displaystyle f\left(x\right)} | {\displaystyle {\hat {f}}(\omega )} و{\displaystyle {\hat {f}}(\xi )} و{\displaystyle {\hat {f}}(\nu )\,} هي دوال حقيقية زوجية. | {\displaystyle {\hat {f}}(\omega )} و{\displaystyle {\hat {f}}(\xi )} و{\displaystyle {\hat {f}}(\nu )\,} هي دوال حقيقية زوجية. | {\displaystyle {\hat {f}}(\omega )} و{\displaystyle {\hat {f}}(\xi )} و{\displaystyle {\hat {f}}(\nu )\,} هي دوال حقيقية زوجية. | |
| 111 | للدالة الحقيقية الفردية {\displaystyle f\left(x\right)} | {\displaystyle {\hat {f}}(\omega )} و{\displaystyle {\hat {f}}(\xi )} و{\displaystyle {\hat {f}}(\nu )\,} هي دوال تخيلية فردية. | {\displaystyle {\hat {f}}(\omega )} و{\displaystyle {\hat {f}}(\xi )} و{\displaystyle {\hat {f}}(\nu )\,} هي دوال تخيلية فردية. | {\displaystyle {\hat {f}}(\omega )} و{\displaystyle {\hat {f}}(\xi )} و{\displaystyle {\hat {f}}(\nu )\,} هي دوال تخيلية فردية. | |

## تحويل فورييه المتقطع
وهي طريقة حساب تحويل فورييه في الحواسيب.